# Elattostachys palauensis
Elattostachys palauensis là một loài thực vật có hoa trong họ Bồ hòn. Loài này được Hosok. mô tả khoa học đầu tiên năm 1942.